# Transcendence into the Peripheral
Transcendence into the Peripheral (englisch In die Peripherie transzendierend) ist ein Album der australischen Extreme-Doom-Band Disembowelment.

## Geschichte
Nachdem Disembowelment 1991 das Demoband Deep Sensory Procession into Aural Fate an verschiedene Label versandt hatte, zeigte sich Relapse Records an der Band interessiert und veröffentlichte 1992 die EP Dusk, die die beiden Stücke des Demos The Tree of Life and Death und A Burial at Ornans sowie ein neu aufgenommenes Lied enthielt. Zu den Aufnahme des neuen Stücks Cerulean Transience of All My Imagined Shores stieß der Bassist Matthew Skarajew zur Band. Basierend auf der EP ging Disembowelment einen weiteren Vertrag mit Relapse Records zur Veröffentlichung eines Studioalbums ein.
Zum Zeitpunkt der Aufnahme bestand Disembowelment somit aus dem Sänger und Gitarristen Renato Gallina, dem Gitarristen Jason Kells, dem Schlagzeuger Paul Mazziotta und dem neu hinzugekommenen Bassisten Matthew Skarajew. In dieser Konstellation spielte die Gruppe das Album von Winter bis Frühjahr 1992 in den Toybox Studios in Melbourne ein. Als Gäste brachten sich Antonio Mazziotta und „I’da“ ein. Antonio, der Bruder von Paul Mazziotta, spielte auf Cerulean Transience of All My Imagined Shores Doublebass. „I’da“ brachte gesprochene Passagen für das Stück Nightside of Eden. Während der ersten Sitzungen litt Paul Mazziotta mental und physisch, wodurch sich die Aufnahme erschwerte. Hinzukommend versuchte der Tontechniker und Produzent Doug Saunders die Band stärker in Richtung des Death Metal zu bewegen, was die Musiker kategorisch ablehnten. Erst nach zähen Debatten war es Disembowelment möglich Saunders von der Intention der Gruppe zu überzeugen.

## Albuminformationen
Als einziges Studioalbum der Band erschien Transcendence into the Peripheral am 31. März 1993 über Relapse Records und Nuclear Blast als CD und MC mit sieben Titeln und einer Gesamtspielzeit von 59:33 Minuten. Es wurde mehrmals in verschiedenen Formaten neu aufgelegt sowie als Teil einer Retrospektiver Zusammenstellung der Band-Diskografie veröffentlicht.

### Gestaltung
Die Gestaltung übernahm Renato Gallina. Das Cover zeigt eine ins Schwarze changierende rote Fläche als Hintergrund. Auf der CD-Version in schwarz geränderten grauen Buchstaben ist die Begriffserläuterung zu Transcend, als Variante eines Wörterbuch-Eintrags, in der oberen Hälfte abgedruckt. Auf der später veröffentlichten LP-Version ist der Text durch Glanzdruck abgehoben. „transcend (tran-scend)v.t to go beyond;to surpass.-transcendence; transendency n. the quality of being transcendent: (Theol.) the supremacy of God above all human limitations.“ Das Logo der Band, der Buchstabe „d“ mit einem Punkt in einem mit mehreren Punkten umrandeten Kreis und der Bandname sind im unteren linken Teil des Covers. Der Albumtitel ist rechts auf dem Text in weißen Buchstaben mit unterschiedlichen Formatierungen abgebildet:

### Stil
Der Großteil der Musik kreiert „eine extreme Art von Death Doom“. „Erbrechende Growls und bedrohliche Gesänge“ sowie die Dynamik der Arrangements bringen indes Vielfalt in die Musik. So fließt die Musik von „donnernden Augenblicken“ und „wütenden Ausbrüchen“ im Stil des Death Metal zu tragischen und langsamen Passagen bis in die radikale Verlangsamung des Funeral Doom. Gelegentliche Streicherarrangements bringen eine melancholische und düstere Atmosphäre ein. So bildet die Musik einen Gegenpol zum Death Doom und Gothic Metal der Peaceville Three und agierte mit psychedelischen und verstörenden Elementen, ähnlich den frühen Esoteric.

## Wahrnehmung
Das Album wurde nach seiner Veröffentlichung zu einem hoch gelobten Klassiker des Metal und Doom Metal. Seither gilt das Album als eines der stilprägenden Werke des Extreme Doom und Teile der Ausdifferenzierungen und Folgeerscheinungen. Für das Decibel Magazine nahm Transcendence into the Peripheral als ein einzigartiges Meisterwerk 2014 den 15. Platz der 100 Top Doom Metal Albums of all Time ein. Im Jahr 2014 zählte die Redaktion des Magazins Deaf Forever das Album in der Liste Die 50 besten Doom-Alben aller Zeiten auf dem 13. Platz. Das Album sei ein „echter Klassiker“ und prägend für ein ganzes Genre gewesen.  Auch Cody Davis führte das Album in seiner für Metal Injection verfassten Kolumne Funeral Doom Friday als essentielles Referenzwerk des Death- und Funeral-Doom.

„It was written in the stars that this unique band would deliver with ‘Transcendence-’ their swansong and ultimate testament of their unparalled art, inspiring many a talented extreme doom band, and providing them with a particular vision.“

„Es stand in den Sternen, dass diese einzigartige Band mit Transcendence … ihren Schwanengesang und den ultimativen Beleg ihrer unvergleichlichen Kunst abliefern, viele talentierte Extreme-Doom-Bands inspirieren und eine besondere Vorstellung schenken sollte.“